# Bruzovice
Bruzovice (en allemand : Brusowitz ; en polonais : Bruzowice) est une commune du district de Frýdek-Místek, dans la région de Moravie-Silésie, en République tchèque. Sa population s'élevait à 917 habitants en 2020.

## Géographie
Bruzovice se trouve à 5 km au nord-est du centre de Frýdek-Místek, à 16 km au sud-est d'Ostrava et à 288 km à l'est-sud-est de Prague.
La commune est limitée par Kaňovice au nord, par Horní Bludovice au nord-est, par Žermanice et Lučina à l'est, par Pazderna, Dobrá et Frýdek-Místek au sud, et par Sedliště à l'ouest.

## Histoire
La première mention écrite du village date de 1305.

## Patrimoine
|  |